# Wilhelm Bjerknes
Pour les articles homonymes, voir Bjerknes.
Vilhelm ou Wilhelm Friman Koren Bjerknes (Oslo 14 mars 1862 - 9 avril 1951) est un géophysicien, mathématicien et physicien norvégien qui fonda l’Institut de géophysique de Bergen (Norvège) où il rassembla plusieurs chercheurs qui devinrent fameux pour le développement du modèle frontal en météorologie. Il fut donc l'un des premiers météorologistes et aida à créer ainsi la première méthode moderne de prévision du temps.

## Carrière
Né à Kristiania (Oslo), Norvège, Bjerknes était le fils du physicien Carl Anton Bjerknes qui se spécialisa en mécanique des fluides. Wilhelm l'assista dans l'élaboration des mathématiques dans ce domaine. En 1890, il devint l'assistant de Heinrich Hertz et fit de substantielles contributions à son travail sur la résonance électromagnétique.
En 1895, Bjerknes devint lui-même professeur de mécanique appliquée et de mathématique à l'Université de Stockholm. Il travailla sur les interactions fondamentales entre la dynamique des fluides et la thermodynamique. Son travail inspira Vagn Walfrid Ekman et Carl-Gustaf Rossby qui l'appliquèrent à la circulation océanique et de l'atmosphère, pavant la voie à une application possible à la prévision du temps. Bjerknes pensa à cette application dès 1904 et présente alors un modèle mathématique conçu pour prédire l'évolution des océans et de l’atmosphère.
En 1907, il retourne à l'Université d'Oslo.  De 1907 à 1910, Vilhelm Bjerknes établit avec Johan Wilhelm Sandström qu'il était préférable d'analyser et prévoir l'atmosphère sur des surfaces isobares plutôt que sur des surfaces à altitude constante. Ils démontrèrent les théorèmes fondamentaux concernant la circulation atmosphérique.
De 1913 à 1917, Bjerknes est directeur du Nouvel Institut de Géophysique de Leipzig puis revient en Norvège et fonde en 1917, l'Institut de géophysique de Bergen. Il y assemble ceux qui deviendront parmi les plus grands noms de la météorologie, entre autres Halvor Solberg et Tor Bergeron. Plus tard Ragnar Fjørtoft et son propre fils Jacob Bjerknes (1897-1975) se joignent à l'équipe.
Wilhelm et Jacob Bjerknes publient leur livre Dynamics of the Circular Vortex with Applications to the Atmosphere and to Atmospheric Vortex and Wave Motion en 1919 et le présentent à Bergen en 1921. Wilhelm crée alors l'École de météorologie de Bergen. Cette "école norvégienne" a laissé à jamais son empreinte sur le travail quotidien des prévisionnistes en élaborant une théorie des fronts directement applicable, dans les zones tempérées, à l'analyse et à la prévision des perturbations atmosphériques à l'échelle synoptique. Leur théorie finira par être adoptée de par le monde au milieu des années 1930. Autre phénomène expliqué en 1957 par un chercheur de cette École: les corrélations entre El Niño et les anomalies climatiques sur l'océan Pacifique et l'Amérique du Nord.
De 1926 à sa retraite en 1932, Bjerknes fut professeur à l'Université d'Oslo à la chaire de mécanique appliquée et de physique mathématique. Il y travailla aux équations pour la prévision numérique météorologique, aux travaux hydrodynamiques commencés par son père et même à la théorie des taches solaires. Bjerknes se consacra aussi à l'enseignement et il a publié un livre sur l'analyse vectorielle en 1929.
Par la suite, Bjerknes a été président de l'Association de météorologie de l'Union géodésique et géophysique internationale en 1932 et a participé à plusieurs conférences et organismes. Devenu veuf en 1928, il a subi l'occupation allemande de la Norvège durant la Seconde Guerre mondiale. Il meurt en 1951 de problèmes cardiaques. Il est enterré au cimetière de Notre-Sauveur (Oslo).

## Reconnaissance
Wilhelm Bjerknes a reçu de nombreuses distinctions au cours de sa vie dont : 
- être élu dans de nombreuses académies nationales telles que l'Académie norvégienne d'Oslo (1893), l'Académie des sciences de Washington (1906), la Royal Society (1933) et l'Académie nationale des sciences (1934) ;
- recevoir des diplômes honorifiques de nombreuses universités telles que l'Université de St Andrews (1926) et l'Université de Copenhague ;
- recevoir des médailles dont la médaille Agassiz pour l'océanographie (1926), la médaille Symons de la Royal Meteorological Society (1932) et la médaille Buys Ballot pour la météorologie (1933).

Les cratères lunaire et martien Bjerknes furent nommés en son honneur. La médaille Vilhelm-Bjerknes est attribuée en son honneur depuis 2004 par l'Union européenne des géosciences (European Geosciences Union en anglais) pour la recherche originale en sciences de l'atmosphère.